# Pădurea Radomir
Pădurea Radomir este o arie de protecție specială avifaunistică (sit SPA) situată în partea sudică a României, pe teritoriile județelor Dolj (65%) și Olt (35%).

## Localizare
Aria naturală se întinde în extremitatea estică a județului Dolj, pe teritoriul administrativ comunei Dioști și în cea vestică a județului Olt, pe teritoriul comunei Drăghiceni. Situl este străbătut de drumul național DN6 care leagă municipiul Craiova și Roșiorii de Vede.

## Înființare
Situl ”Pădurea Radomir” (cu o suprafață totală de 1.244,4 ha.) a fost declarat arie de protecție specială avifaunistică prin Hotărârea  de Guvern nr. 971 din 5 octombrie 2011 (pentru modificarea și completarea Hotărârii Guvernului nr. 1.284/2007 privind declararea ariilor de protecție specială avifaunistică ca parte integrantă a rețelei ecologice europene Natura 2000 în România).

## Biodiversitate
Aria protejată (încadrată în bioregiunea geografică continentală a Câmpiei Romanaților (subdiviziune geomorfologică a Câmpiei Olteniei, aflată în arealul vestic al Câmpiei Române) reprezintă o zonă naturală alcătuită din păduri de foioase, plantații de salcâm, râuri (Valea Bratei și Valea Eleșteului), mlaștini, pajiști, pășuni, terenuri arabile și culturi; ce asigură condiții de hrană, cuibărit și viețuire pentru efective de păsări migratoare, de pasaj sau sedentare.

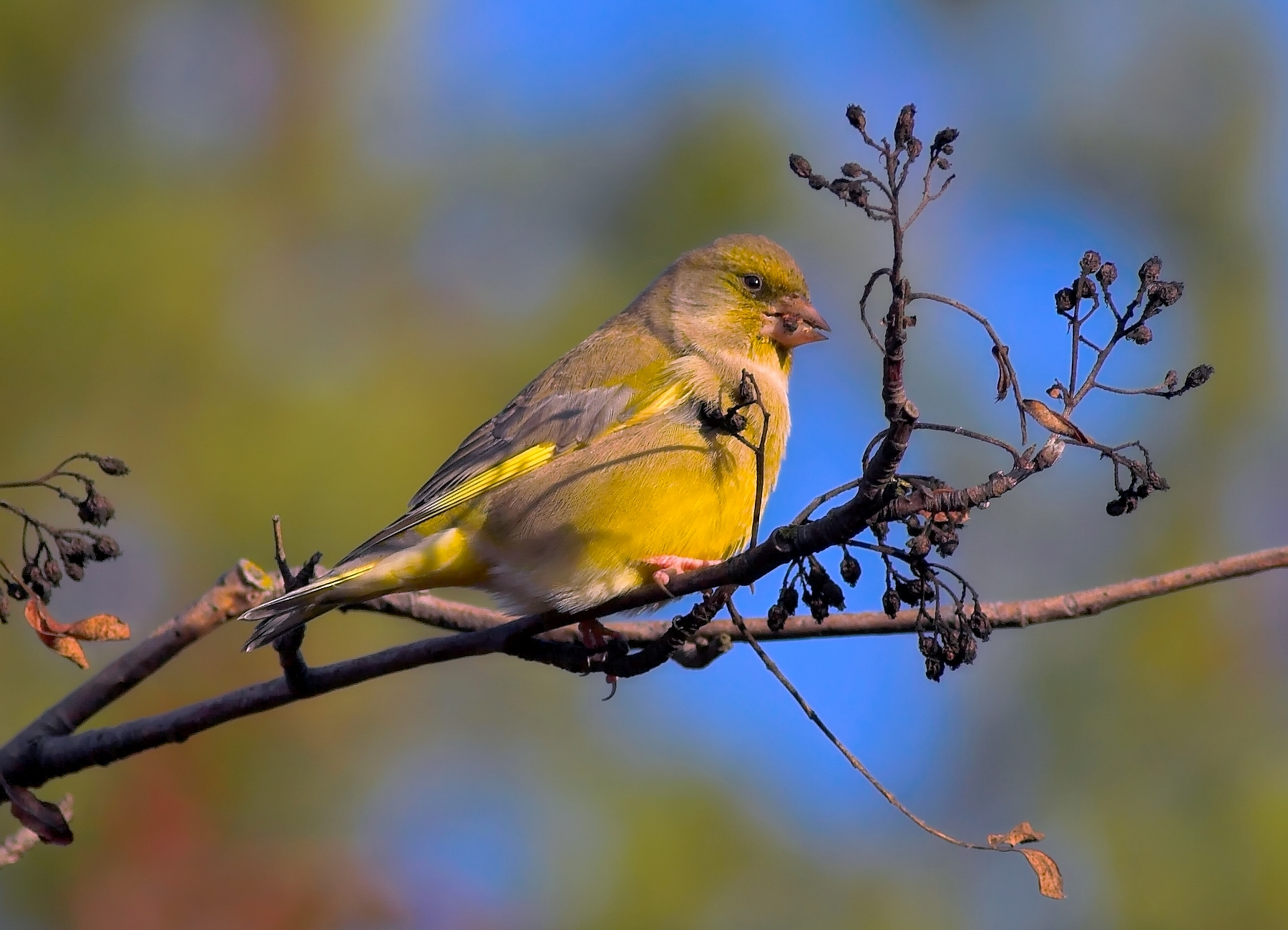
Florinte (Carduelis chloris)

La baza desemnării sitului se află mai multe specii avifaunistice protejate la nivel european (prin Directiva CE 147/CE din 30 noiembrie 2009, privind conservarea păsărilor sălbatice - anexa II-a) sau aflate pe lista roșie a IUCN; astfel: ciocârlie de câmp (Alauda arvensis), fâsă de câmp (Anthus campestris), ciuf de pădure (Asio otus), rață roșie (Aythya nyroca), caprimulg (Caprimulgus europaeus), sticlete (Carduelis carduelis), florinte (Carduelis chloris), scatiu (Carduelis spinus), chirighiță cu obraz alb (Chlidonias hybridus), barză albă (Ciconia ciconia), erete vânăt (Circus cyaneus), erete sur (Circus pygargus), porumbel gulerat (Columba palumbus), dumbrăveancă (Coracias garrulus), prepeliță (Coturnix coturnix), cuc (Cuculus canorus), ciocănitoare de stejar (Dendrocopos medius), egretă mică (Egretta garzetta), presură de grădină (Emberiza hortulana), vânturel roșu (Falco tinnunculus), vânturel de seară (Falco vespertinus), muscar gulerat (Ficedula albicollis), ciocârlan (Galerida cristata), rândunică (Hirundo rustica), stârc pitic (Ixobrychus minutus), Capîntortură (Jynx torquilla), sfrâncioc roșiatic (Lanius collurio), sfrâncioc mare (Lanius excubitor), sfrânciocul cu frunte neagră (Lanius minor), presură sură (Miliaria calandra), codobatură galbenă (Motacilla flava), pitulice sfârâitoare (Phylloscopus trochilus), aușel nordic (Regulus ignicapillus), lăstun de mal (Riparia riparia), chiră de baltă (Sterna hirundo), turturică (Streptopelia turtur), silvie cu cap negru (Sylvia atricapilla), silvie de zăvoi (Sylvia borin), silvie de câmp (Sylvia communis) și pupăză (Upupa epops).

## Căi de acces
- Drumul național DN6, pe ruta: Craiova - Coșoveni - Leu - Zănoaga - Radomir.